# Korfovskij
Korfovskij (in russo Корфовский?) è un insediamento di tipo urbano della Russia, situato nel Territorio di Chabarovsk. Si trova nel distretto Chabarovskij.
La località si trova 12 km a sud di Chabarovsk. Porta il nome del generale russo Andrej Nikolaevič Korf.